# Eli Greve
Eli Ingebretsen Greve, född 1896 i Oslo, död 1949, var en norsk konsthistoriker.
Greve var konservator vid Nasjonalgalleriets kopparstickssamling. Hon gav tillsammans med Olaf Willums ut Om grafisk kunst (1928) och Norsk tegnekunst (1932). Efter hennes död utkom Edvard Munch, liv og verk i lys av tresnittene (1963).